# Ruben Zepuntke
Ruben Zepuntke, né le 29 janvier 1993 à Düsseldorf, est un coureur cycliste allemand.

## Biographie
En 2009, Ruben Zepuntke termine cinquième du contre-la-montre au Festival olympique de la jeunesse européenne. 
il devient professionnel en 2015 au sein de l'équipe Cannondale-Garmin. Non-conservé par celle-ci à l'issue de la saison 2016, il rejoint en 2017 l'équipe continentale Sunweb Development, réserve de l'équipe Sunweb.

## Palmarès, résultats et classements

### Palmarès sur route
- 2010
  - 3e du championnat d'Allemagne sur route juniors
- 2011
  -  Champion d'Allemagne du contre-la-montre juniors
  - 2e étape de la Course de la Paix juniors
  - 2e du Tour de Basse-Saxe juniors
- 2012
  - Prologue du Tour de Thuringe (contre-la-montre par équipes)
- 2014
  - 1re étape du Tour d'Alberta
  - 3e du Tour d'Alberta
- 2016
  - 1re étape du Czech Cycling Tour (contre-la-montre par équipes)

### Classements mondiaux
| Année            | 2012 | 2013   | 2014 | 2015 |
| ---------------- | ---- | ------ | ---- | ---- |
| UCI World Tour   |      |        |      | nc   |
| UCI America Tour |      |        | 45e  |      |
| UCI Europe Tour  | 498e | 1 152e | nc   |      |

### Palmarès sur piste
- 2010
  -  Champion d'Allemagne de poursuite par équipes juniors (avec Lucas Liss, Hans Pirius et Justin Wolf)
- 2011
  -  Champion d'Allemagne de poursuite par équipes juniors (avec Nils Politt, Stefan Schneider et Nils Schomber)